# Schmalblättrige Ölweide
Die Schmalblättrige  Ölweide (Elaeagnus angustifolia) ist eine Pflanzenart in der Familie der Ölweidengewächse (Elaeagnaceae).

## Beschreibung

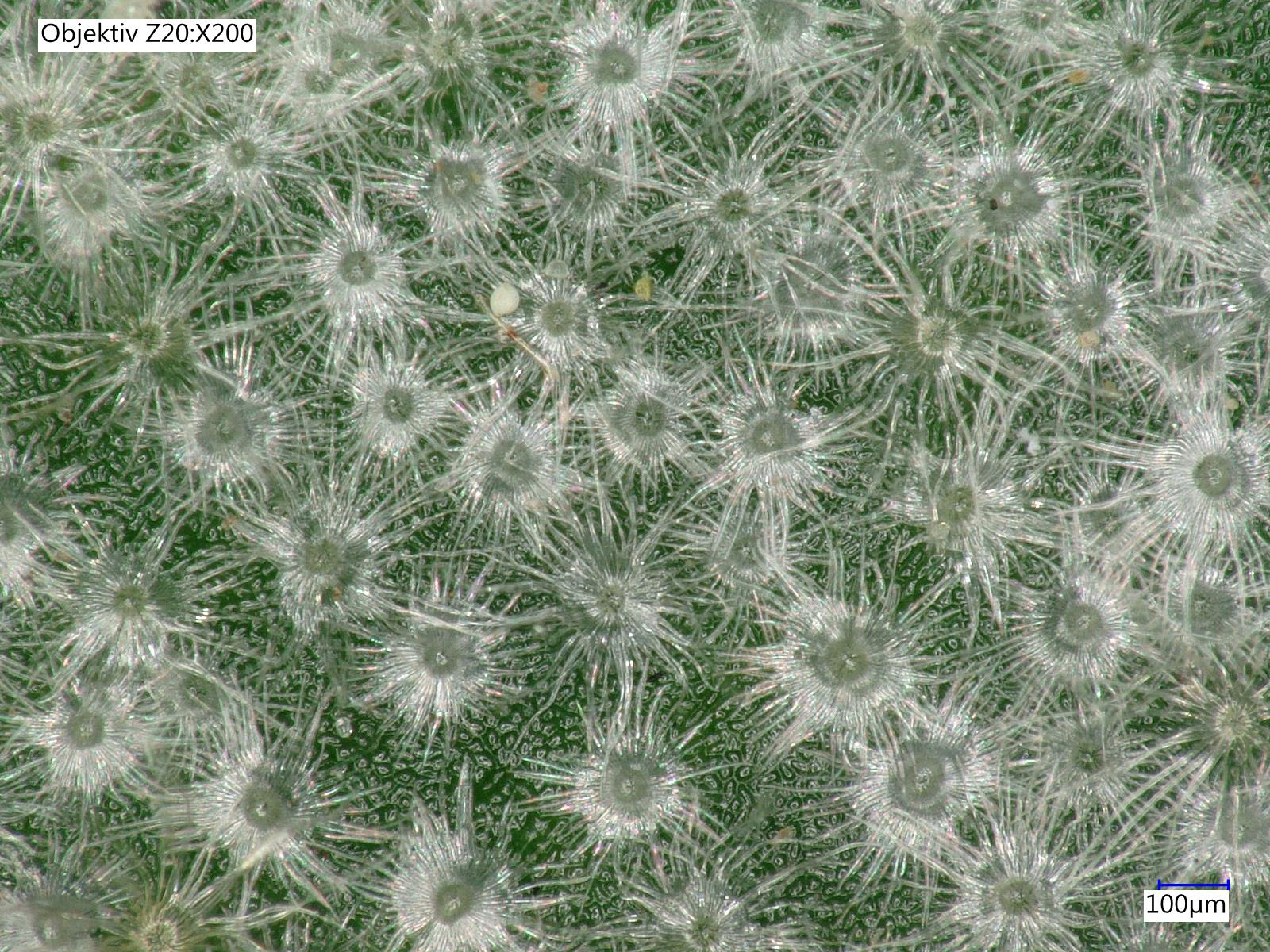
Mikroskopische Aufnahme der Blattoberseite mit Sternhaaren

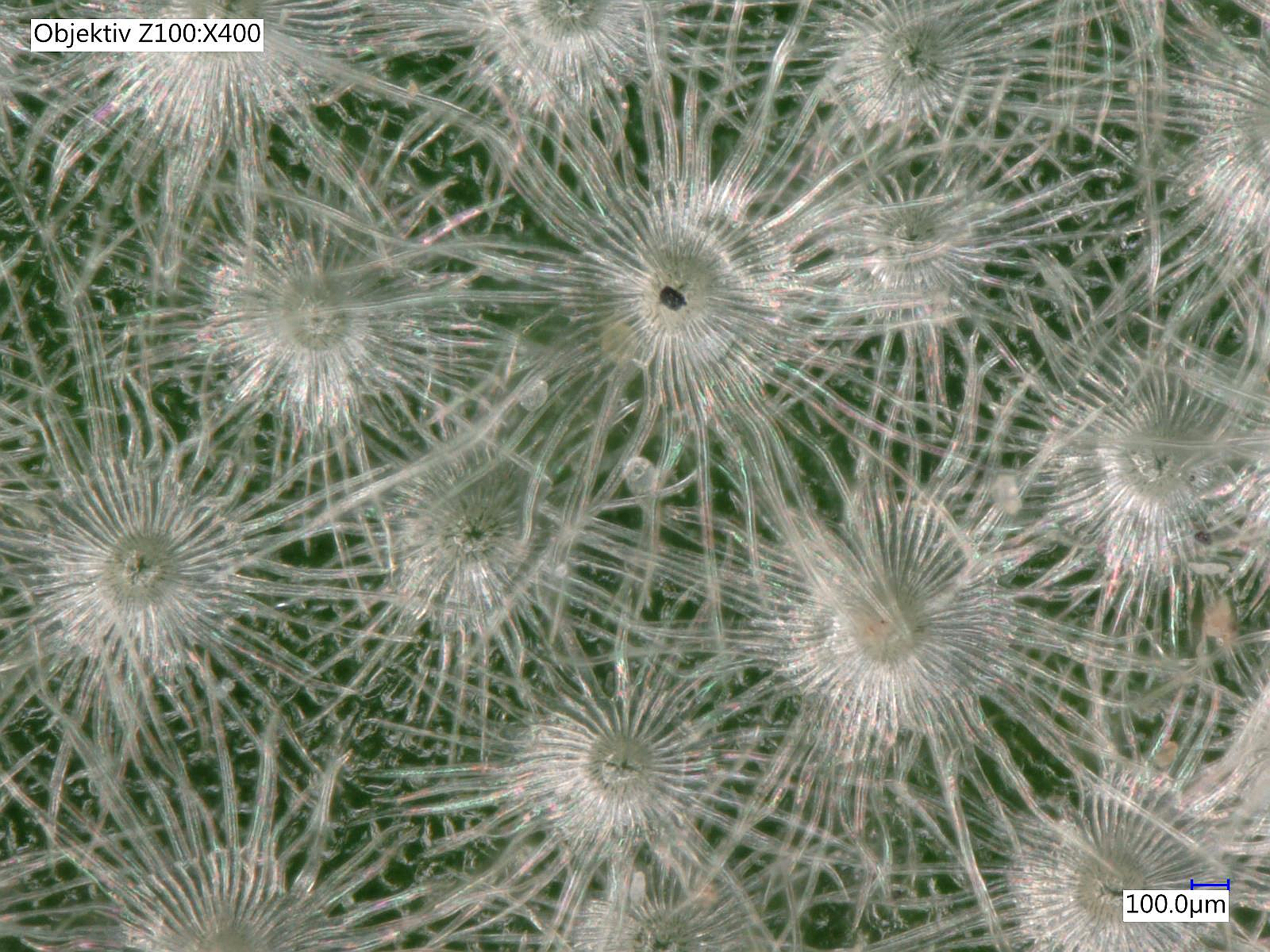
Mikroskopische Aufnahme der Blattunterseite mit Sternhaaren

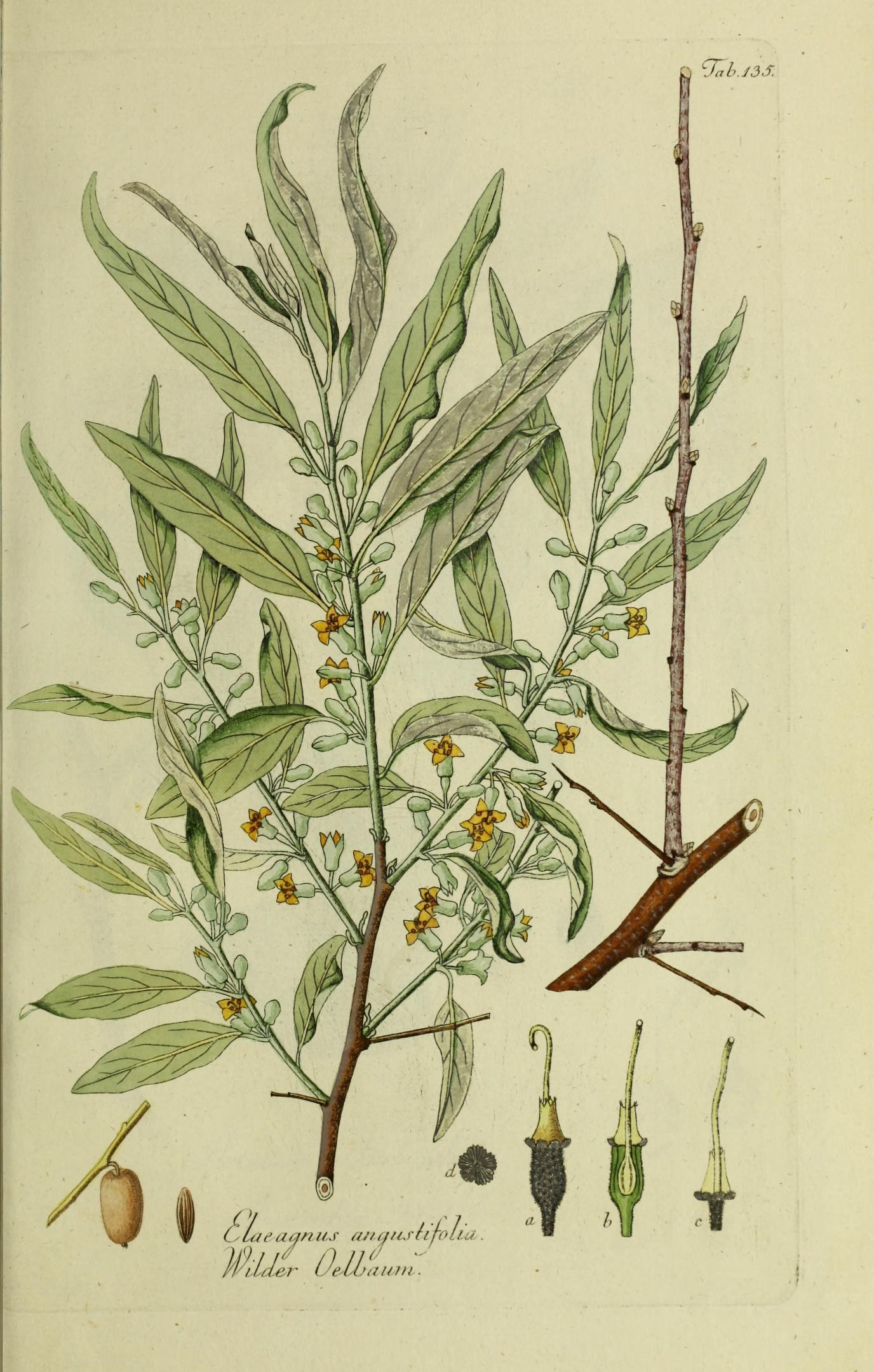
Illustration

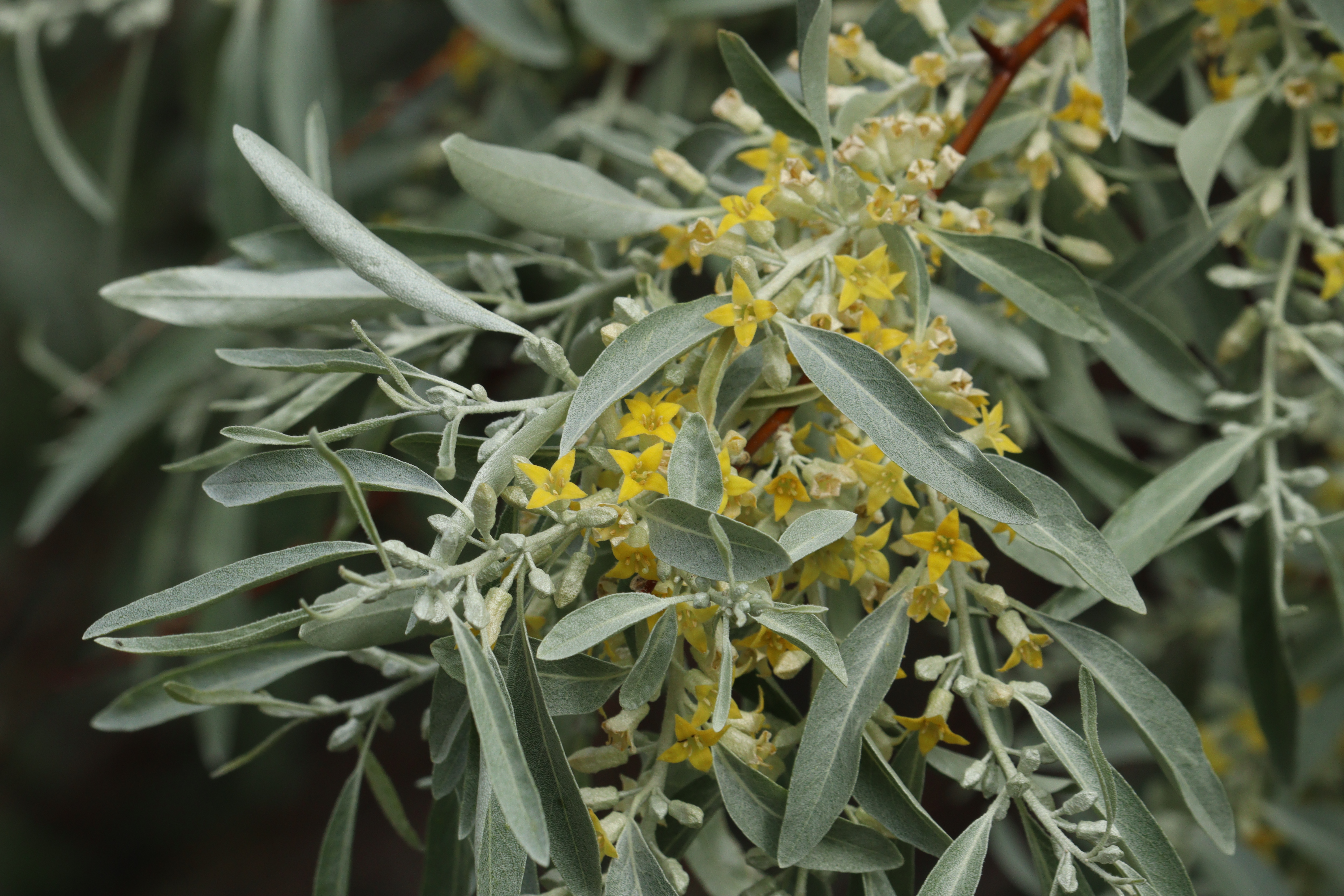
Blüten im Detail

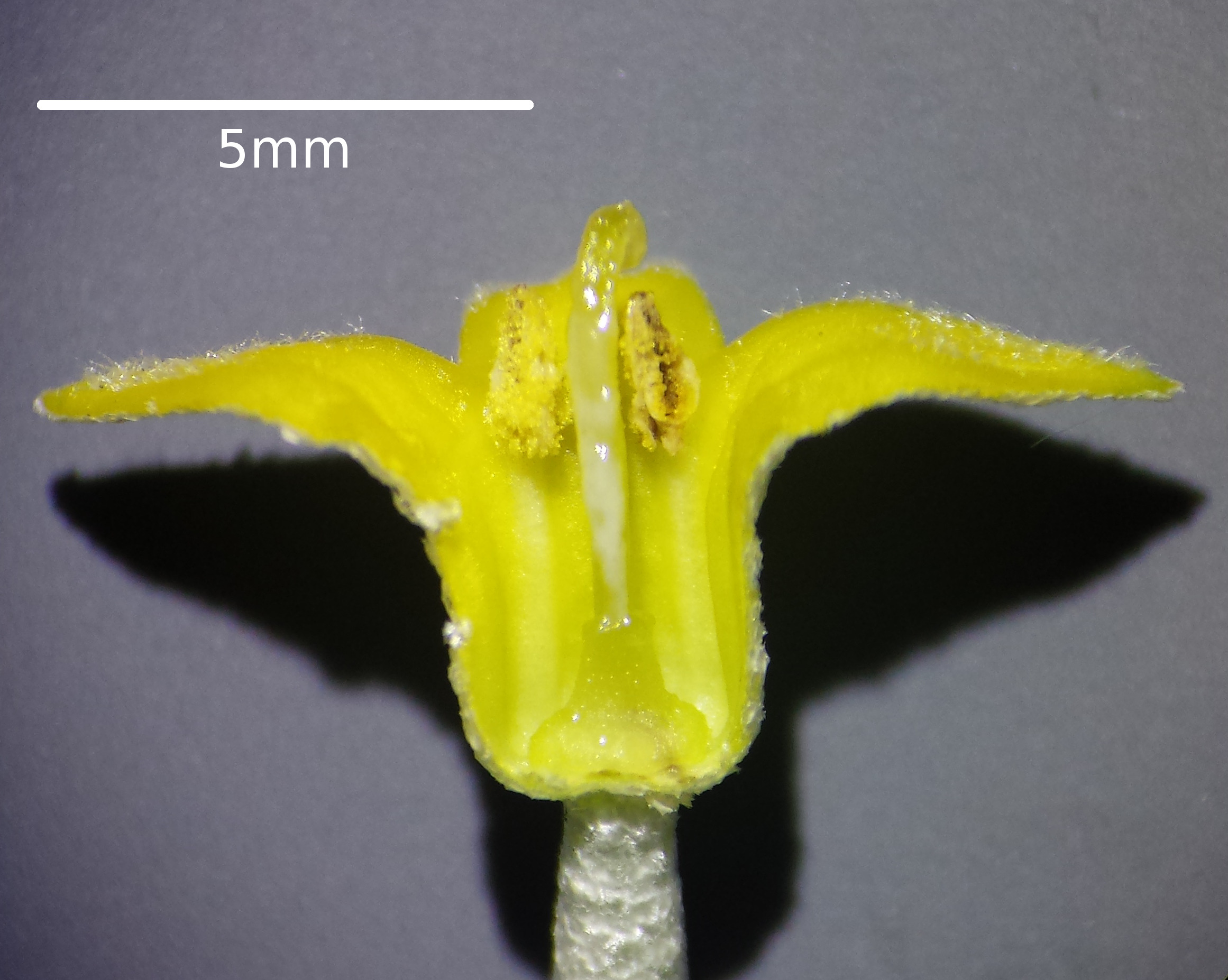
Schnitt durch eine Blüte, man sieht auf dem Blütenbecher den flaschenförmigen Diskus

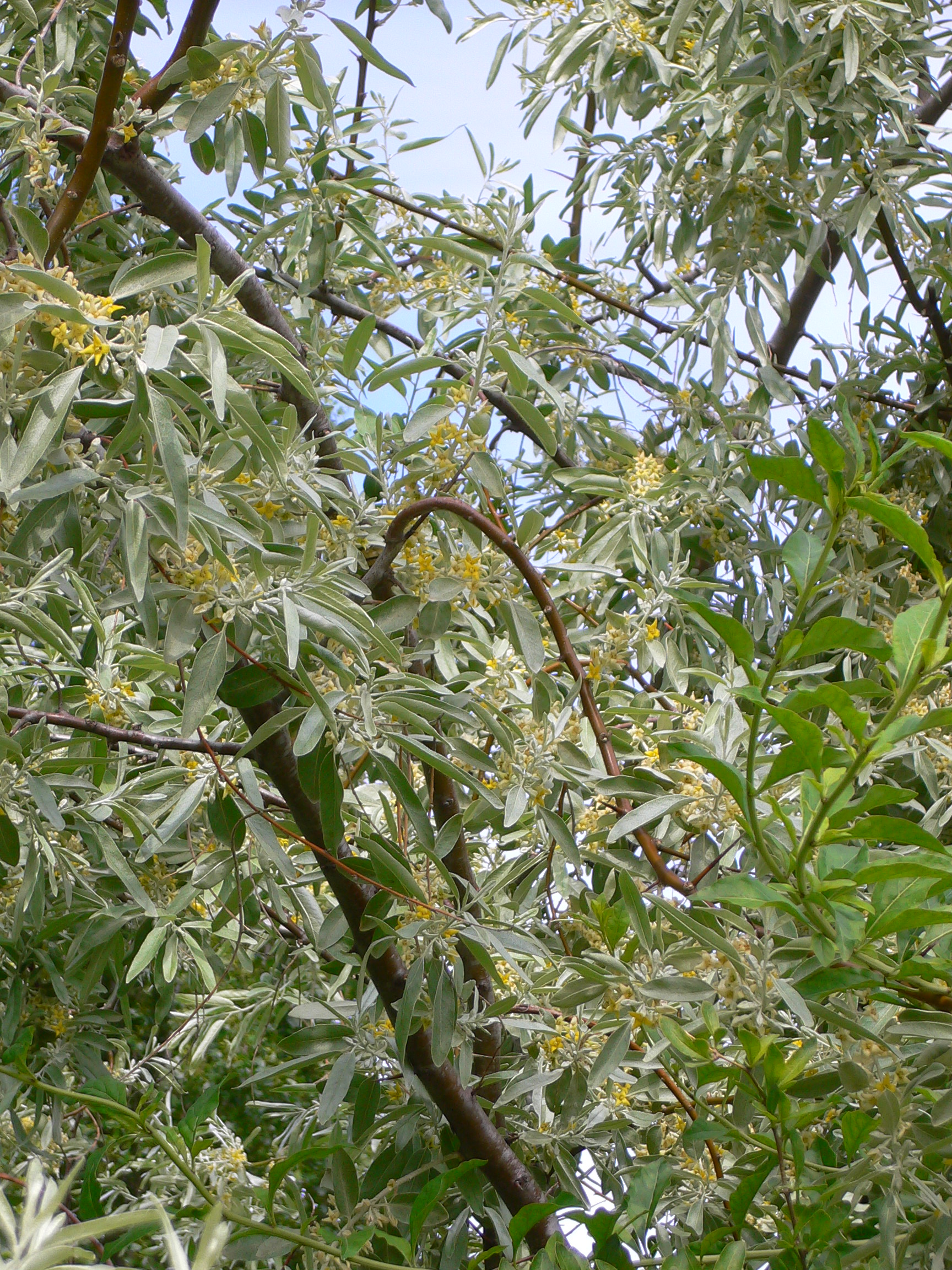
Blüten und Laubblätter

### Erscheinungsbild und Blatt
Die Schmalblättrige Ölweide ist ein sommergrüner, dicht sparrig verzweigter und bedornter Strauch oder kleiner Baum mit meist breiter Krone, der Wuchshöhen von 2 bis 5 Metern, selten bis zu 7 Metern erreicht; in Ausnahmefällen auch höher. Die jungen Zweige und Knospen sind dicht mit silbrigen Schildhaaren besetzt, die wie ein silbriger, abwischbarer Überzug wirken. Die Zweige und Äste besitzen eine dünne rötlich-braune Rinde und verdornte Kurzsprosse.
Die wechselständig angeordneten Laubblätter sind in Blattstiel und -spreite gegliedert. Die einfache, ledrige Blattspreite ist bei einer Länge von 4 bis 8 Zentimetern schmal-lanzettlich mit keilförmiger Spreitenbasis und spitzem oder stumpf gerundetem oberen Ende. Die Blattoberseite ist graugrün sowie kahl und die -unterseite silbergrau sowie dicht mit weißlichen Sternhaaren (Trichome) besetzt.

### Blüte
Die Blütezeit reicht von Mai bis Juli. Die kurz gestielten Blüten stehen einzeln oder zu jeweils zwei bis vier in den Blattachseln im unteren Bereich der Zweige. Die zwittrigen Blüten haben einen Durchmesser von bis zu 1 Zentimeter und sind vierzählig mit einfacher Blütenhülle. Sie duften angenehm nach Leder. Die vier Kelchblätter sind schmal trichterförmig verwachsen mit etwas kürzeren, dreieckigen, spreizenden Zipfeln, innen sind sie hellgelb, außen silbrig schuppig, Kronblätter fehlen. Der Blütenbecher ist schmal und schuppig. Es ist ein flaschenförmiger Diskus vorhanden.

### Frucht

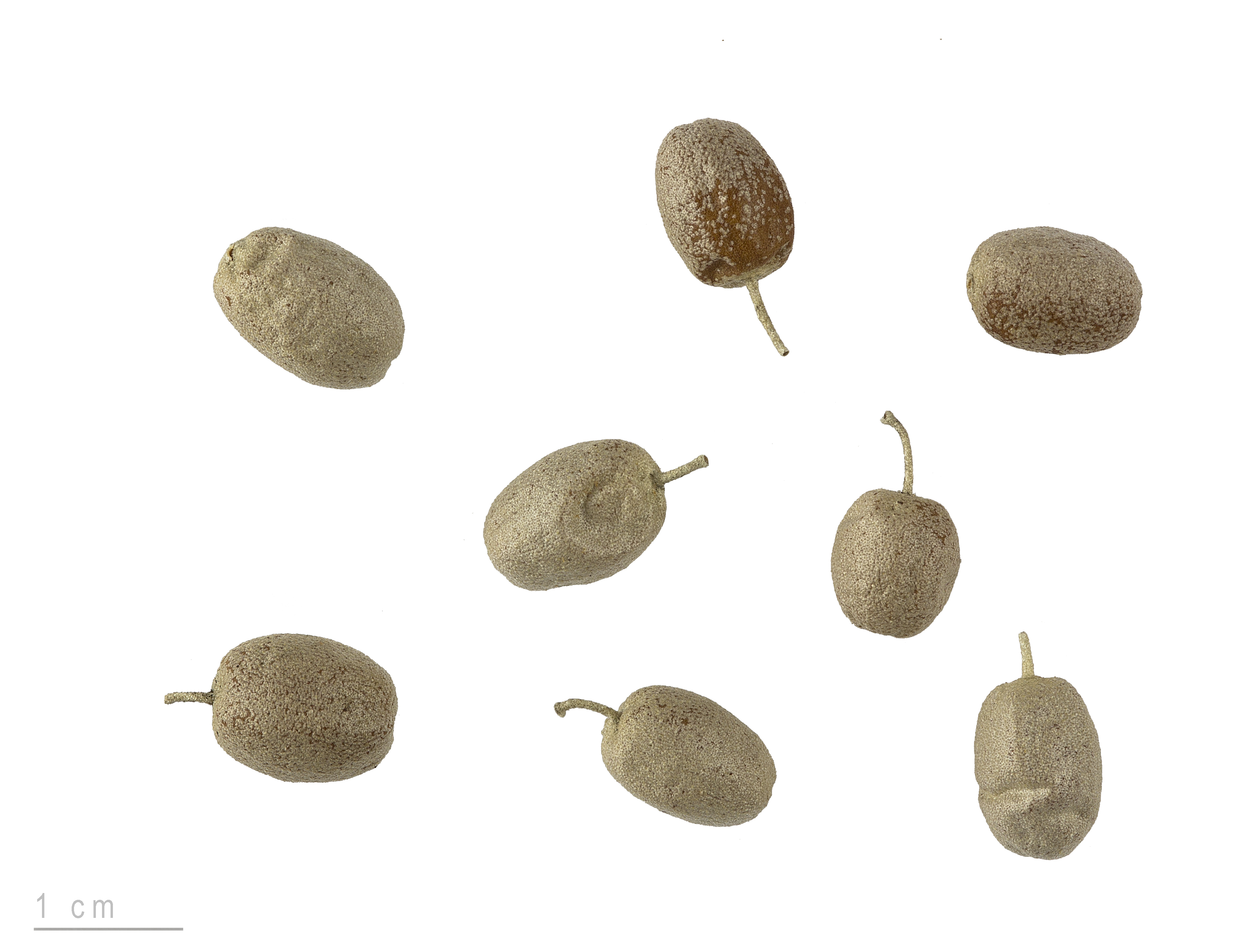
Früchte

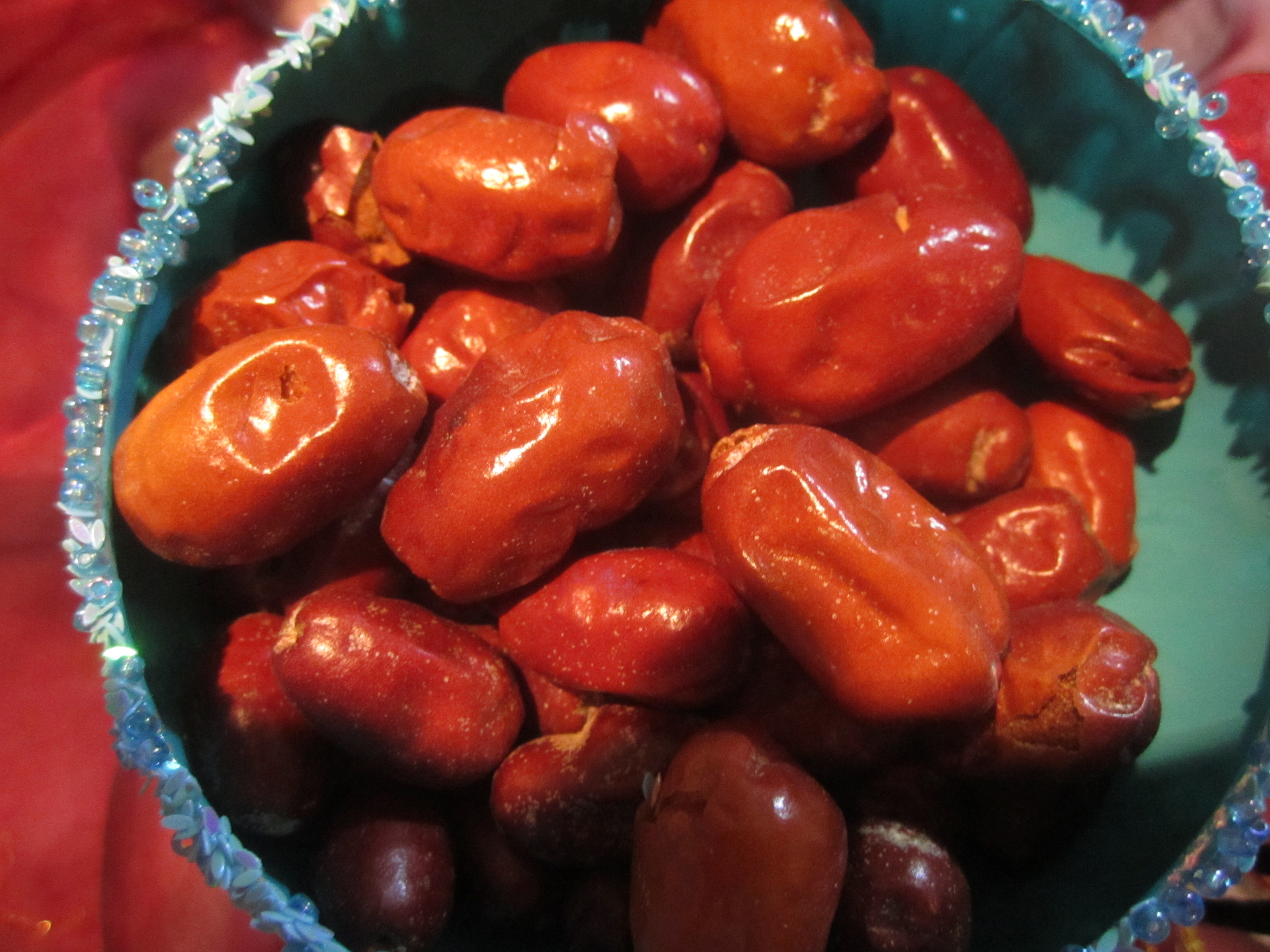
Früchte

Die hellgelben bis rötlichen Früchte sind bei einer Länge von 1 bis 2 Zentimetern eiförmige bis ellipsoide, einsamige Steinfrüchte. Diese sind geschmacklich sehr aromatisch und essbar. Die Fruchtreife beginnt ab Juli. In Mitteleuropa werden allerdings eher selten Früchte gebildet.

### Chromosomenzahl
Die Chromosomenzahl beträgt 2n = 28.

## Ökologie
Die Schmalblättrige Ölweide lebt in Symbiose (der sogenannten Aktinorrhiza) mit Luftstickstoff bindenden Frankia-Bakterien.
Die Bestäubung erfolgt meist durch Bienen. Nach der Anthese stirbt der obere Teil der Kelchröhre ab, der untere Teil umgibt den heranwachsenden Fruchtknoten. Die inneren Teile der Kronröhre werden steinhart, die äußeren mehlig-fleischig, so dass die Frucht einer Steinfrucht ähnelt.

## Vorkommen
Die Schmalblättrige Ölweide ist im zentralen Asien heimisch. Sie wurde im 17. Jahrhundert in den Mittelmeerraum eingeführt und ist dort weit verbreitet. In Mitteleuropa wird die Schmalblättrige Ölweide oft als Ziergehölz kultiviert und ist stellenweise verwildert.
Elaeagnus angustifolia wurde um 1800 in Nordamerika eingeführt und verwilderte stellenweise, wodurch wie in Europa diese Art auch dort als Neophyt gilt.
Häufige Standorte sind Ufergehölze an Seen und Flüssen, Waldsäume, Gebüsche in sonniger Lage auf lockeren, etwas feuchten Böden.

## Nutzung
Die Schmalblättrige Ölweide erträgt formenden Schnitt und bildet dann sehr dichte Hecken. Sie eignet sich so hervorragend als Windschutz. Ebenso wird sie zur Böschungsbefestigung und -begrünung sowie als Rutschhemmer auf Sanddünen gepflanzt. Sie gilt nicht nur als wenig empfindlich gegenüber Luftverunreinigung, sondern erträgt auch recht hohe Konzentrationen von Salzen aller Art im Boden. Insbesondere ist sie gegen Streusalz widerstandsfähig. Allerdings verträgt sie keine strengen Fröste, besonders nicht im späten Frühling.
Für Bienen und andere Hautflügler sind die Blüten eine ergiebige Tracht.
Im Orient werden die getrockneten, nussartig schmeckenden Früchte als Nahrungsmittel verzehrt. Bei Kultursorten sind die Früchte 2 Zentimeter lang und 1 Zentimeter dick. Sie enthalten 10–50 % Eiweiß und sind reich an Glucose, Fructose, Kalium und Phosphor.
Eine experimentelle klinische Studie hat gezeigt, dass Symptome von Osteoarthritis durch die Gabe von E. angustifolia-Extrakt im vergleichbaren Ausmaß gesenkt werden können, wie mit einer Standardtherapie.
Die Duftstoffe der Blüten werden in der Parfümindustrie genutzt.
Der bernsteinfarbene Honig ist sehr aromatisch.

## Trivialnamen
Für die Schmalblättrige Ölweide bestehen bzw. bestanden auch die weiteren deutschsprachigen Trivialnamen: böhmischer Ölbaum (Schlesien), Ölbaum (Schlesien), Olivenzeidel, Paradiesbaum, Russische Olive und Rächä Weyd (Siebenbürgen).

## Kulturelle Bedeutung
Die Früchte werden auch als Mehlbeere bezeichnet; als Dekoration für das persische Neujahrsfest Nouruz gehören sie als „Senjed“ zu den sieben Bestandteilen der traditionellen Neujahrstafel Haft Sin.